# Twofish
Twofish（トゥーフィッシュ）とは、ブルース・シュナイアーを中心としたプロジェクトチームによって開発されたブロック暗号の名称。
NIST(アメリカ国立標準技術研究所)が公募・実施したAESセレクションにおけるファイナリストのひとつ。セレクションはベルギーのルーヴァン・カトリック大学研究チームが開発したRijndaelに敗れたが、暗号化・復号の処理速度においてはTwofishの方が優れているとする評もある。

## 概要
128、192、256ビットの三種の鍵長を選択可能。ブロック長は128ビット。1993年にブルース・シュナイアーが開発した対称ブロック暗号、Blowfishの発展型と位置づけられている。技術的にはBlowfishと同型の各種アルゴリズムを使用しているが、主にネットワークシステムにおける利用を念頭に置いた鍵拡大アルゴリズムの高速化が施された。
Blowfishと同様に特許は取得されておらず、アルゴリズムはライセンスフリーとして公開されている。